# Felsőtold
Felsőtold là một thị trấn thuộc hạt Nógrád, Hungary. Thị trấn này có diện tích 10,83 km², dân số năm 2010 là 149 người, mật độ 14 người/km².